# بلاگفا
بلاگفا یکی از ارائه‌دهندگان خدمات وب‌نوشت به فارسی است. این وبگاه از ۱۶ آذر ۱۳۸۳ شروع به فعالیت کرده‌ است. سرورهای این وبگاه در کانادا میزبانی می‌شود. این وبگاه برپایه زبان ای اس پی دات نت، می‌باشد و از پایگاه داده مایکروسافت اس کیو ال سرور استفاده می‌کند. بلاگفا، اکنون بیست و هفتمین وبگاه پربازدید ایرانی بر پایهٔ آمار الکسا در تاریخ می ۲۰۲۰ است.

## بستن وبلاگ‌های مخالف جنبش سبز
به گفتهٔ خبرگزاری فارس، بلاگفا پس از حوادث انتخابات ۱۳۸۸ ایران، برخی از وبلاگ‌های «جبهه انقلاب اسلامی» را که با «جنبش سبز» مخالفت می‌کردند مسدود کرد.

## بازداشت مدیر

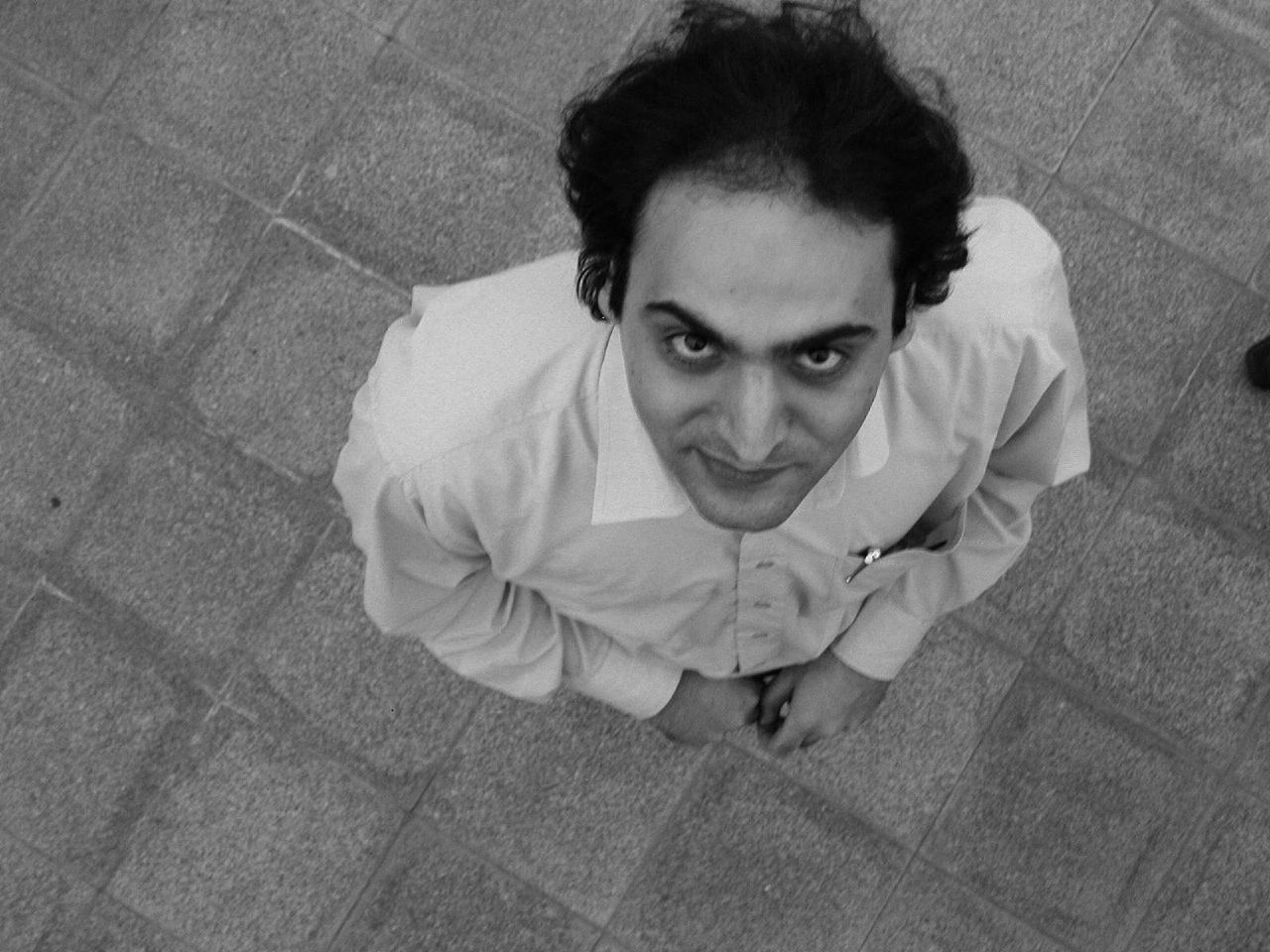
علیرضا شیرازی، مدیر بلاگفا

در روز ۲۳ اردیبهشت ۱۳۸۹، مأموران نیروی انتظامی با ورود به خانهٔ علیرضا شیرازی (مدیر بلاگفا)، او را به دلیل شکایت مسئول سابق و چند تن از افراد فعال در فدراسیون‌های ورزشی کرمان از یک وبلاگ حذف‌شده و حکم غیابی دادگاهی در کرمان بازداشت و پس از انتقال به دادگاه نیابت برای او ۱۲ ماه زندان و شلاق تعیین کرد که این حکم در دادگاه تجدیدنظر به ۶ ماه زندان کاهش یافت. او اکنون آزاد است و دوباره مجدادا مدیر وبلاگ بلاگفا است.

## فیلتر شدن

فیلتر شدن بلاگفا در ۳۰ خرداد ۱۳۸۹

علیرضا شیرازی در وبلاگ اخبار بلاگفا چنین نوشته‌است: فیلتر شدن سایت حتی برای یک روز جدا از خسارت مالی در اعتبار سایت تأثیر منفی گذاشته به‌طوری که برخی سایت‌ها و خبرگزاری‌های کشور علت فیلترینگ سایت را به اشتباه مرتبط با سیاست‌ها و عملکرد مدیر آن دانسته‌اند.

## حذف از صفحه فیلترینگ
در ایران، پیوند وبگاه‌هایی که از نظر کارگروه تعیین مصادیق قانون جرایم رایانه‌ای و وزارت ارشاد، بدون تخلف و مفید تشخیص داده شوند، در صفحهٔ فیلترینگ وبگاه‌های مسدود شده، موسوم به صفحه پیوندها، قرار می‌گیرند. علیرضا شیرازی بارها در وب‌نوشت شخصی خویش، در مطالبی از این شیوه انتقاد نمود. در تاریخ ۲۸ دی ۱۳۸۹، پیوند بلاگفا از صفحه فیلترینگ ایران حذف شد. مدیر بلاگفا، در مطلبی در وبگاه اخبار بلاگفا، از این مطلب ابراز خرسندی نموده و آن را مایه اعتماد بیشتر کاربران دانست.

## غیرفعال شدن
وبگاه بلاگفا از روز پنجشنبه، ۱۷ اردیبهشت ۱۳۹۴ از دسترس کاربرانش خارج شد به نحوی که امکان دسترسی به صفحه مدیریت وبلاگ خود را نداشتند. این وبگاه دلیل اختلال را برخی مشکلات و روند انتقال سرورها به مکان جدید اعلام کرده و علی‌رغم پیام‌های مکرر وبگاه مبنی بر رفع اشکال در آینده نزدیک این وبگاه تا تاریخ یکم تیرماه ۹۴ غیرفعال بود که در این روز بلاگفا با استفاده از نسخهٔ پشتیبان قدیمی که متعلق به اسفندماه ۹۲ بود فعالیت خود را از سر گرفت. با این کار عملاً تمام وبلاگ‌ها یا پست‌های وبلاگی که از این تاریخ به بعد ساخته شده بودند از بین رفتند.

## تغییر رابط کاربری
در روز ۳ خرداد ۱۳۹۹ بلاگفا محیط ورود و صفحهٔ اصلی و بقیه صفحات خود را به محیط کلاسیک و تمامی دکمه‌ها و فیلدها تغییر کرد.

## غیرفعال شدن دوباره
از روز یکشنبه، ۶ مهر ۹۹ هنگام ورود به صفحه مدیریت وبلاگ پیغام:
"مشکلی در اجرای برنامه یا عملیات درخواستی پیش آمده‌است
ممکن است مشکل به دلیل به‌روزرسانی سایت باشد، لطفاً درخواست خود را دقایقی دیگر تکرار کنید."
نمایش داده می‌شد.

در روز چهارشنبه نهم مهر ماه پیغام زیر در صفحه اصلی به نمایش درآمد.
" به دلیل مشکلی در دیتاسنتر سرورهای بلاگفا سرویس موقتا و برای چند روز از دسترس خارج است. "
و علیرضا شیرازی مدیر و مؤسس بلاگفا در توییتر خود در جواب یکی از کاربران گفت مشکلات پیش آمده از طرف سرورهاست و بسیار جدی است.
سرویس بلاگفا دوباره از تاریخ ۱۰ مهر ماه در دسترس قرار گرفت.